# Jacques Stroucken

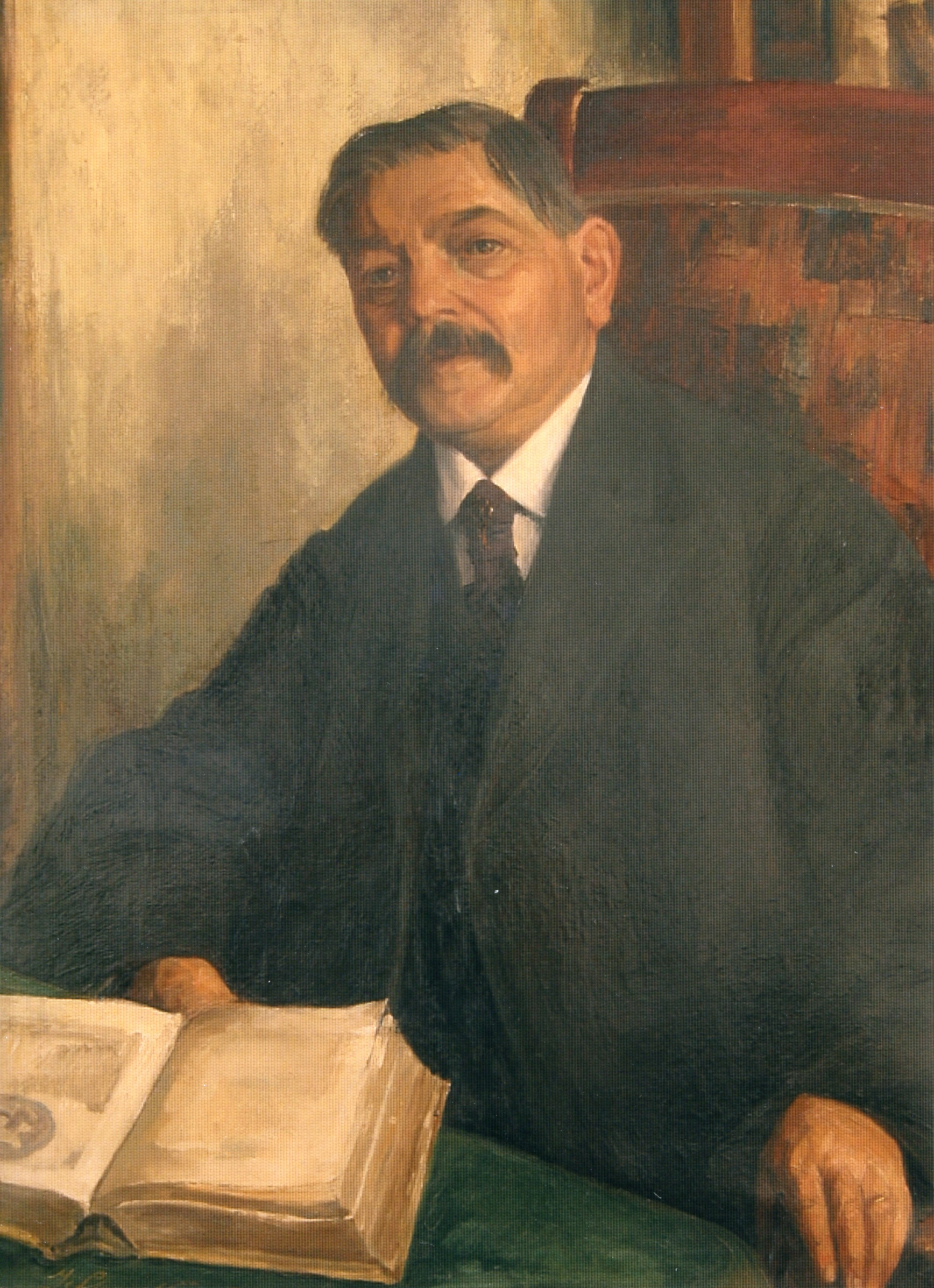
Schilderij van Hendrik Ouwerling door Jacques Stroucken

Jacobus Vincentius Theodorus (Jacques) Stroucken (Rotterdam, 1 december 1884 - Venlo, 8 juli 1975) was een Nederlands schilder en tekenaar.
Stroucken volgde opleidingen aan de Tekenschool voor Beeldende Kunst te Roermond en de Academie voor Beeldende Kunsten Rotterdam. Hij was werkzaam als leraar tekenen en als portrettist. Van 1934 tot 1969 woonde hij in Helmond, waar hij werkte aan de Rooms Katholieke HBS en Handelsschool. In 1935 exposeerde hij enkele portretten in het gebouw van de R.K. Werkliedenbond, samen met andere Helmondse kunstenaars als Marinus Dillen, Gerard Princée en Sjef van Schaijck. Stroucken kreeg regelmatig opdrachten voor het portretteren van bekende Helmonders. In de collectie van het Gemeentemuseum Helmond bevinden zich onder andere portretten van burgemeester Marinus van Hout, deken W.J.A. van Haaren en bisschop Petrus Noyen. Naast schilderijen en tekeningen maakte hij ook textielontwerpen en ontwerpen voor glas-in-loodramen voor onder andere de Helmondse Lambertuskerk. 
Stroucken was docent van onder andere Karel Vermeeren en Jan van Gemert en was lid van de Kunstkring Breda.